# Klugenotus tuberculata
Klugenotus tuberculata är en mossdjursart som först beskrevs av Androsova 1965.  Klugenotus tuberculata ingår i släktet Klugenotus och familjen Cerioporidae. Inga underarter finns listade i Catalogue of Life.